# 삼각초등학교
삼각초등학교는 대한민국 광주광역시 북구에 있는 초등학교다.

## 학교 연혁
- 1996. 5. 10 삼각초설립인가
- 1997. 9. 01 20학급으로 개교
- 1997. 9. 01 제1대 채효광 교장 부임
- 1998. 3. 01. ∼ 1999. 2. 28 제1차 교단선진화 시범학교 운영
- 1999. 3. 01. ∼ 2001. 2. 28 시지정 독서교육 시범학교 운영
- 2001. 3. 01. ∼ 2003. 2. 28 시지정 교육정보화 시범학교 운영
- 2002. 9. 01 제2대 전이남 교장 부임
- 2003. 2. 28 신관 15교실 증축
- 2004. 9. 01 제3대 김형수 교장 부임
- 2004. 9. 01 교육인적자원부 지정 e-Learning 연구학교(2년)
- 2004. 9. 22 유치원-초등학교-중학교 연계수업 공개
- 2006. 12. 20 제4대 문종안 교장 부임
- 2007. 9. 01 제5대 이장호 교장 부임
- 2011. 3. 01 제6대 손신호 교장 부임
- 2013. 3. 01 제7대 박주현 교장 부임
- 2015. 2. 13 제17회 졸업(남 74명,여 62명)
- 2015. 3. 01 30학급 편성